# 横浜中央郵便局
横浜中央郵便局（よこはまちゅうおうゆうびんきょく）は、神奈川県横浜市西区にある郵便局。横浜駅みなみ東口の至近にあり、東口駅前広場にも面している。民営化前の分類では集配普通郵便局であった。局番号は02004。

## 概要
住所：〒220-8799 神奈川県横浜市西区高島2-14-2

### 併設施設
- 神奈川郵便局横浜中央分室（ゆうゆう窓口） - 郵便番号は、同居先の中央局と同じ。
- ゆうちょ銀行横浜店（さいたま支店横浜出張所）：取扱店番号020040
神奈川県、山梨県にある直営店を受け持つ統括店。ただし、当店の統括機能を引き継いだゆうちょ銀行南関東エリア本部は、近隣の日通商事横浜ビル内に設置されている（民営化後に旧日本郵政公社南関東支社所在地から移転）。ゆうちょ銀行本支店以外では唯一の統括店である。
- なお、かんぽ生命保険横浜支店は、当局ではなく横浜港郵便局に併設されている。
- 民営化前には当局所属の組織として「横浜中央郵便局共通事務センター」が存在した（実際の所在地は横浜桜木郵便局）。

## 沿革
- 1871年4月20日（明治4年3月1日） - 日本の近代郵便制度の創設とともに、神奈川郵便取扱所として開設[1]。
- 1872年（明治5年） - 神奈川郵便役所となる[1]。
- 1875年（明治8年）1月1日 - 神奈川郵便局（三等）となる。同年4月より為替取扱を開始[1]。
- 1878年（明治11年）12月 - 横浜郵便分局となる[1]。
- 1883年（明治16年）10月 - 神奈川郵便局に戻る[1]。
- 1897年（明治30年）6月16日 - 神奈川郵便電信局となる[1]。
- 1901年（明治34年）2月15日 - 横浜郵便電信支局となる[1]。
- 1903年（明治36年）4月1日 - 通信官署官制の施行に伴い神奈川郵便局となる[1]。
- 1935年（昭和10年）2月11日 - 横浜市神奈川区宮前町一丁目から高島通二丁目へ移転し、保険分室（神奈川区神奈川通一丁目）を廃止。同日、横浜駅前郵便局を東神奈川郵便局へ改称し、中区桜木町七丁目より神奈川区神奈川通一丁目へ移転。横浜高島通二郵便局を神奈川青木通局へ改称し、神奈川区高島通二丁目より神奈川高島通三丁目へ移転。
- 1967年（昭和42年）7月1日 - 横浜中央郵便局に改称。同日、従来の横浜郵便局は横浜港郵便局に改称された[2]。
- 1969年（昭和44年）12月10日 - 現在の局舎が落成。
- 1973年（昭和48年）9月1日 - 和文電報受付および電話通話事務の取扱を開始。
- 1991年（平成3年）10月1日 - 外国通貨の両替および旅行小切手の売買に関する業務取扱を開始。
- 2007年（平成19年）10月1日 - 民営化に伴い横浜中央郵便局共通事務センターを廃止するとともに、併設された郵便事業横浜支店、ゆうちょ銀行横浜店に一部業務を移管。
- 2012年（平成24年）10月1日 - 日本郵便株式会社の発足に伴い、郵便事業横浜支店を横浜中央郵便局に統合。
- 2015年（平成27年）3月23日 - 集配業務と渉外業務を横浜神奈川郵便局の跡地に新設される神奈川郵便局に移転。同日ゆうゆう窓口を廃し、神奈川郵便局横浜中央分室ゆうゆう窓口設置。

## 取扱内容

### 横浜中央郵便局
- 郵便、印紙、ゆうパック、内容証明

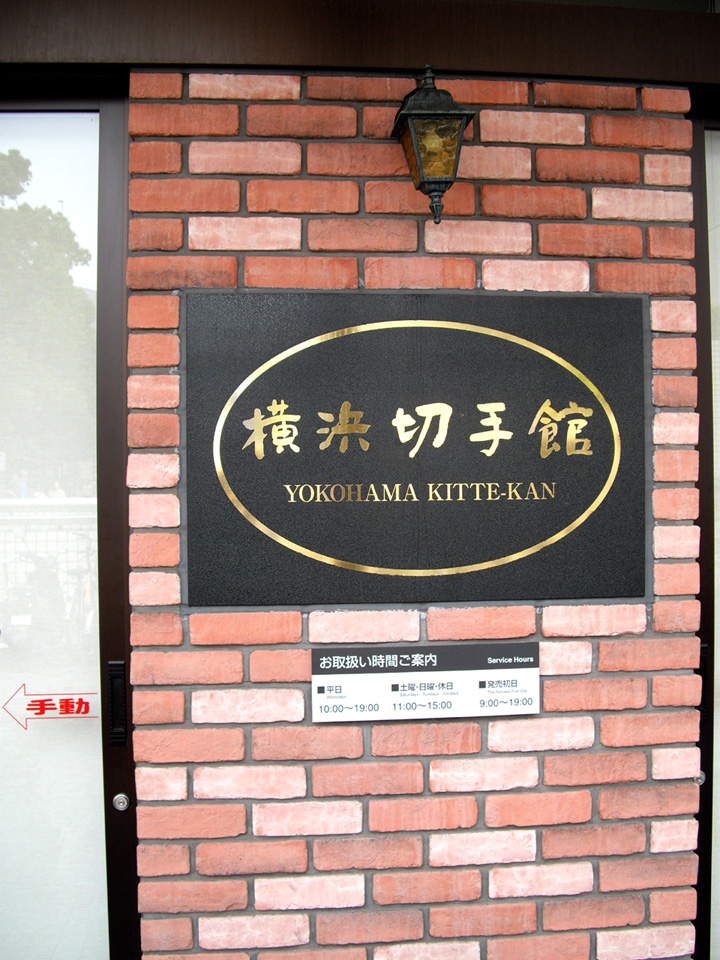
横浜切手館

- 生命保険、バイク自賠責保険、自動車保険、がん保険、引受条件緩和型医療保険
- 地方公共団体事務（横浜市敬老特別乗車証・横浜市福祉特別乗車券などの交付）

その他に、局舎の外側に「横浜切手館」が併設されており、各種記念切手を1枚単位（シール式は1シート単位）で購入することも可能である。

### 神奈川郵便局横浜中央分室
- ゆうゆう窓口

### ゆうちょ銀行横浜店
- 貯金、貸付、為替、振替、振込、国際送金、国債、投資信託、変額年金保険、個人ローンの申込
- ATM- 平日・土曜は実質24時間営業であったが、2022年に取扱時間が短縮された。

## 風景印
- 表記は『横浜中央』
- 図案は『ベイブリッジ』・『横浜港』・『カモメ』
- 使用開始日は1990年（平成2年）4月20日

### 過去の風景印
- 1977年（昭和52年）7月1日 - 1985年（昭和60年）4月19日
  - 表記は『横浜中央』
  - 図案は『井伊大老銅像』・『野毛山公園』・『横浜港』・『氷川丸』
- 1985年（昭和60年）4月20日 - 1990年（平成2年）4月19日
  - 表記は『横浜中央』
  - 図案は『日本丸』・『かもめ』・『横浜駅周辺のビル』
- 2007年（平成19年）10月1日 - 2012年（平成24年）9月30日
  - 表記は『横浜』
  - 図案は『ベイブリッジ』・『横浜港』・『橋』
民営化に伴いゆうゆう窓口に配備

## 周辺
日本有数の規模を誇る鉄道駅である横浜駅の至近にあり、周辺は百貨店、商業ビルなどが多く立ち並ぶ繁華街となっている。また、当局の建物を含み周辺一帯の横浜駅東口エリア「横浜駅みなみ東口地区（ステーションオアシス地区）」において、再開発計画が進行中である（「横浜駅#エキサイトよこはま22（横浜駅周辺大改造計画）」および「高島 (横浜市)#高島二丁目地区再開発事業」も参照）。
この再開発（事業化）が本格化するまでの暫定施設として、以前集配業務を行っていた横浜中央郵便局別館の建物をリノベーションし、2019年3月にアカツキライブエンターテインメントが横浜駅（みなみ通路と接続する暫定通路）直結の複合型体験エンターテインメント施設「アソビル」（最新テクノロジーを活用したものやハンドメイドなど様々な体験型コンテンツの他に飲食・バー・キッズ・スポーツフロアなども配置）を開業している。
主な施設
- ルミネ
- そごう横浜店
- 横浜スカイビル
- 横浜ポルタ
- 横浜ベイクォーター
- 崎陽軒本店

## アクセス
- JR線・京急本線・東急東横線・相鉄本線・みなとみらい線・横浜市営地下鉄ブルーライン横浜駅（東口）から徒歩約3分（ルミネ横浜前）
- 横浜市営バス、神奈川中央交通バス、京浜急行バス、江ノ電バス 横浜駅改札口前停留所下車
- 首都高横羽線 横浜駅東口出入口からすぐ
- 駐車場あり：3台